# Вейнбаум Ернест Іванович
Ернест Іванович Вейнбаум (жовтень 1898, садиба Стайцель Бауської волості Вольмарского повіту Ліфляндської губернії, тепер Латвія — розстріляний 29 липня 1938, місто Москва, Російська Федерація) — радянський діяч, фінансист, голова Самарської губернської контрольної комісії РКП(б), керівник групи фінансів і обліку Комісії радянського контролю при РНК СРСР, член ВЦВК. Член Комісії радянського контролю при РНК СРСР у 1934—1937 роках.

## Життєпис
Народився в родині селянина-середняка. У 1914 році закінчив вище початкове училище в місті Вольмар Ліфляндської губернії.
У серпні 1914 — травні 1915 року — народний вчитель в Коценській волості Вольмарского повіту Ліфляндської губернії.
З червня по грудень 1915 року працював у сільському господарстві батька.
У січні — серпні 1916 року — конторський працівник Петроградської управи водогонів.
У вересні 1916 — травні 1917 року — слухач гідротехнічного відділення 1-го Петроградського технікуму; закінчив перший курс. Займався громадською діяльністю в гуртках учнів, в клубі спортсменів міста Петрограда.
Член РСДРП(б) з травня 1917 року.
У травні — вересні 1917 року — член комітету безземельних селян Вольмарского повіту Ліфляндської губернії.
У жовтні 1917 — лютому 1918 року — слухач гідротехнічного відділення 1-го Петроградського технікуму, залишив навчання на другому курсі.
У березні — липні 1918 року — організатор Червоної армії військового відділу виконавчого комітету Вітебської губернської ради.
У серпні — вересні 1918 року — політичний комісар артилерії та артилерійського постачання штабу Лівобережної групи 12-ї армії РСЧА.
У жовтні 1918 — лютому 1920 року — військовий комісар артилерії та артилерійського постачання 26-ї дивізії РСЧА.
У березні — травні 1920 року — військовий комісар постачання дивізії імені ІІІ-го Інтернаціоналу РСЧА.
У червні — липні 1920 року — завідувач організаційного відділу Мелекеського повітового комітету РКП(б) Самарської губернії.
У липні 1920 — вересні 1921 року — уповноважений Надзвичайного уповноважений Ради оборони із постачання Червоної армії та флоту по району Заволзького військового округу Самарської губернії та голова Мелекеської повітової ради народного господарства.
У вересні 1921 — грудні 1922 року — голова виконавчого комітету Мелекеської повітової ради Самарської губернії, голова повітової Економічної наради, член повітової комісії з надання допомоги голодуючим, член повітового профспілкового бюро.
13 грудня 1922 — грудень 1923 року — голова Самарської губернської контрольної комісії РКП(б) — робітничо-селянської інспекції, голова Самарської районної арбітражної комісії.
З 15 грудня 1923 року — співробітник Держбанку СРСР у Самарі. 22 квітня 1924 — 12 травня 1925 року — товариш (заступник) керуючого, 12 травня 1925 — 20 листопада 1927 року — керуючий Самарського губернського відділення Держбанку СРСР. Одночасно, голова комітету Самарської товарної біржі, голова Ділового клубу біржі, член рад Міського банку і Сільськогосподарського банку.
У листопаді 1927 — липні 1929 року — керуючий Татарської обласної контори Держбанку СРСР у місті Казані.
У серпні 1929 — квітні 1931 року — керуючий Уральської крайової контори Держбанку СРСР у місті Свердловську.
У травні 1931 — лютому 1934 року — керівник групи радянського апарату, керівник фінансової групи Центральної контрольної комісії ВКП(б) — Народного комісаріату робітничо-селянської інспекції СРСР.
У лютому 1934 — січні 1937 року — заступник керівника групи фінансів і обліку Комісії радянського контролю при РНК СРСР.
У січні — травні 1937 року — т.в.о. уповноваженого Комісії радянського контролю при РНК СРСР по Свердловській області.
У травні — грудні 1937 року — керівник групи фінансів і обліку Комісії радянського контролю при РНК СРСР. З червня по грудень 1937 року — т.в.о. завідувача Бюро скарг Комісії радянського контролю при РНК СРСР.
17 грудня 1937 року виключений із членів ВКП(б) та із Комісії радянського контролю при РНК СРСР.
21 грудня 1937 року заарештований органами НКВС. Засуджений Воєнною колегією Верховного суду СРСР 29 липня 1938 року до страти, розстріляний того ж дня. Похований на полігоні «Комунарка» біля Москви.
31 березня 1956 року посмертно реабілітований. 8 червня 1956 року відновлений в членах КПРС.